# Zamia angustifolia
Zamia angustifolia là một loài thực vật thuộc họ Zamiaceae. Loài này có ở the Bahamas và Cuba. Chúng hiện đang bị đe dọa vì mất môi trường sống.

## Hình ảnh

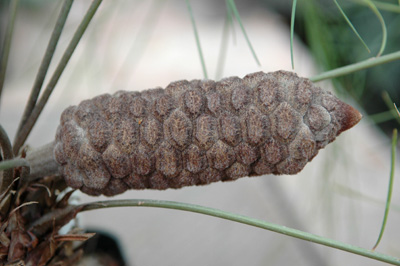
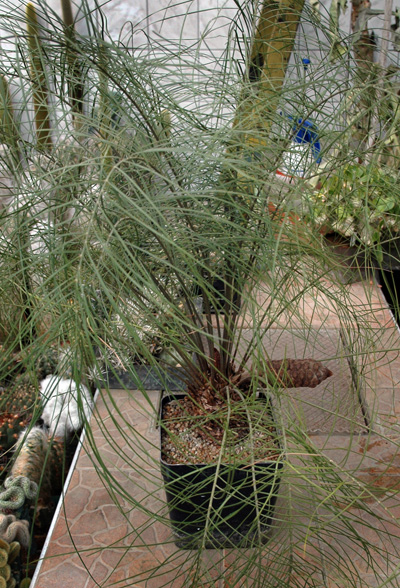
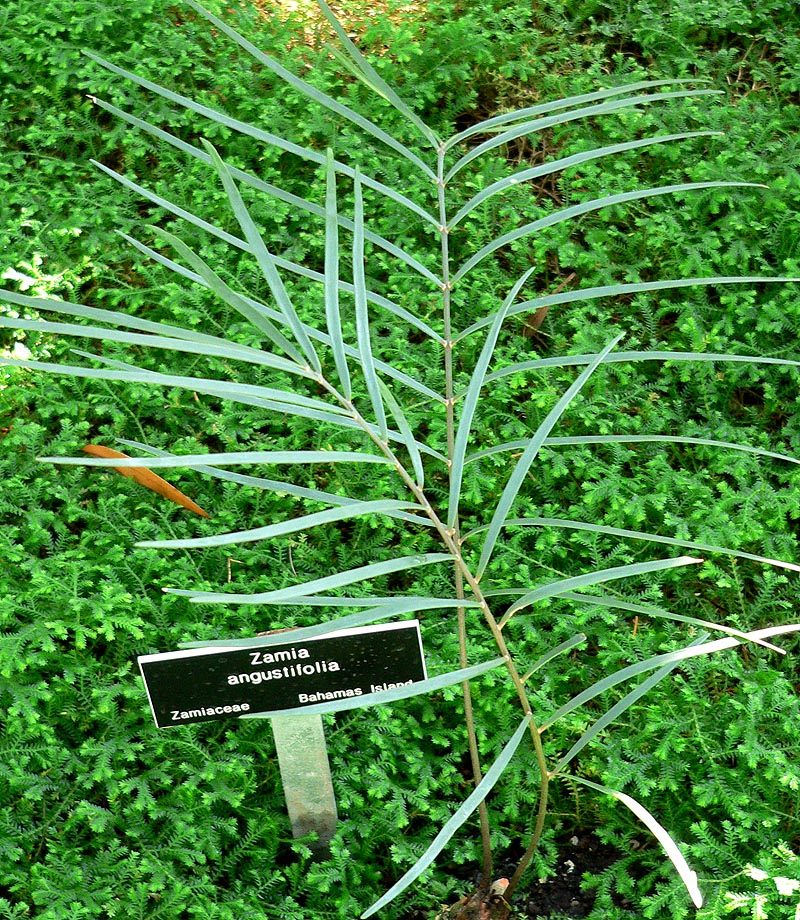
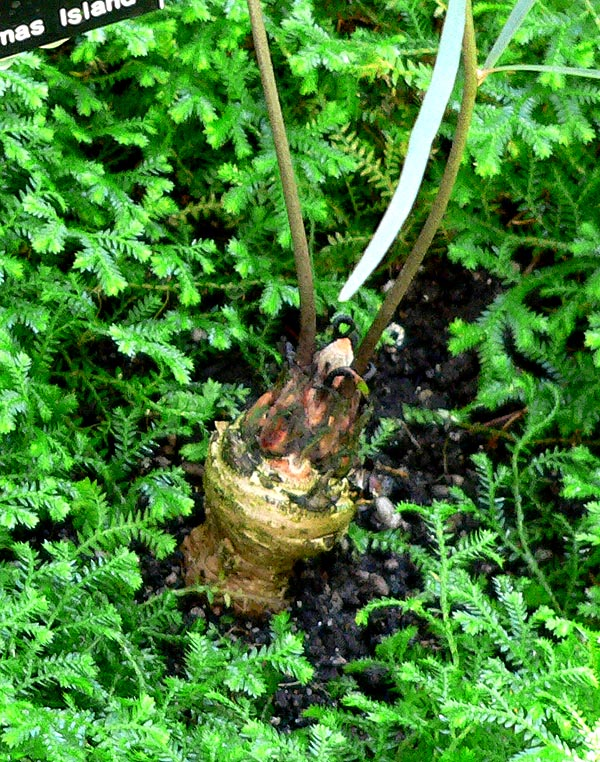